# V Jezdinách
V Jezdinách je přírodní památka severovýchodně od obce Kněževes v okrese Blansko. Oblast spravuje Krajský úřad Jihomoravského kraje.

## Předmět ochrany
Důvodem ochrany je zachování jedinečného krajinného celku kulturní krajiny regionálního významu s vysokou ekologickou a estetickou hodnotou. Jedná se o ukázku neobyčejně velkého druhového bohatství teplomilných, hájových, lučních a typicky lesních rostlin, podmíněnou vápencovým podložím. Na lokalitě roste několik druhů zvláště chráněných rostlin, jako je vemeník dvoulistý (Platanthera bifolia), okrotice bílá (Cephalanthera damasonium), sasanka lesní (Anemone sylvestris), střevíčník pantoflíček (Cypripedium calceolus), jednokvítek velekvětý (Moneses uniflora), prstnatec Fuchsův (Dactylorhiza fuchsii) aj.

## Galerie

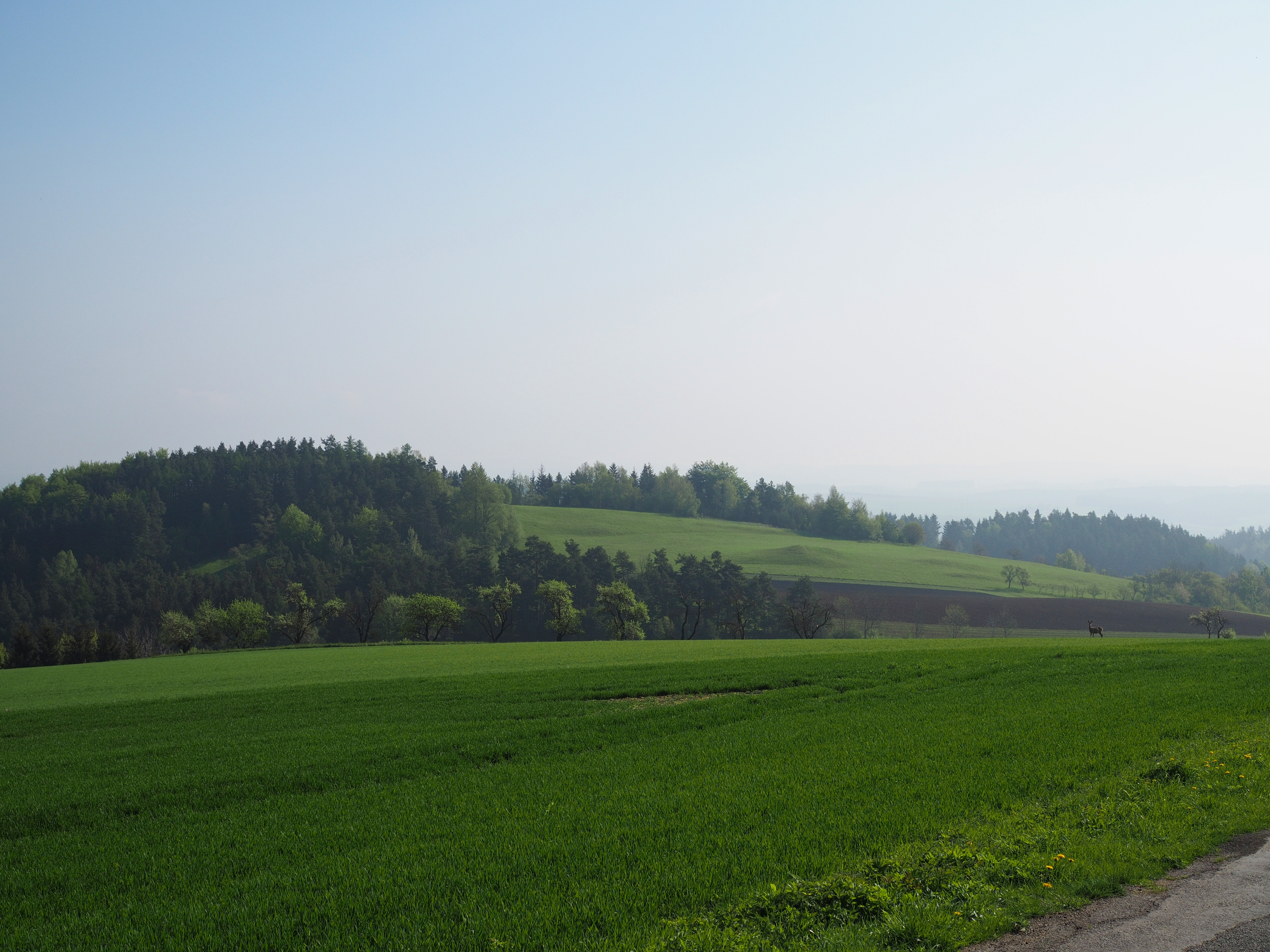
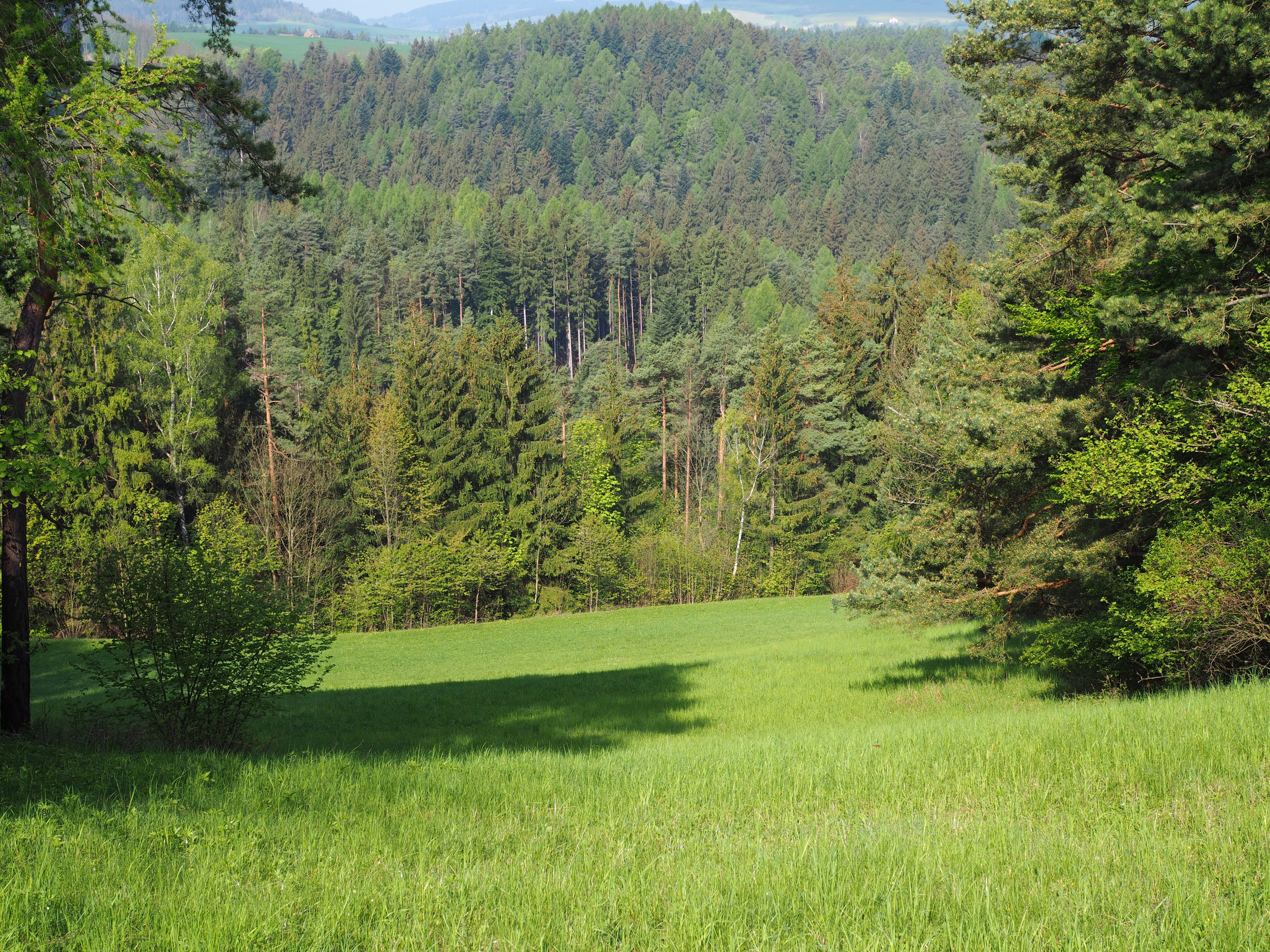
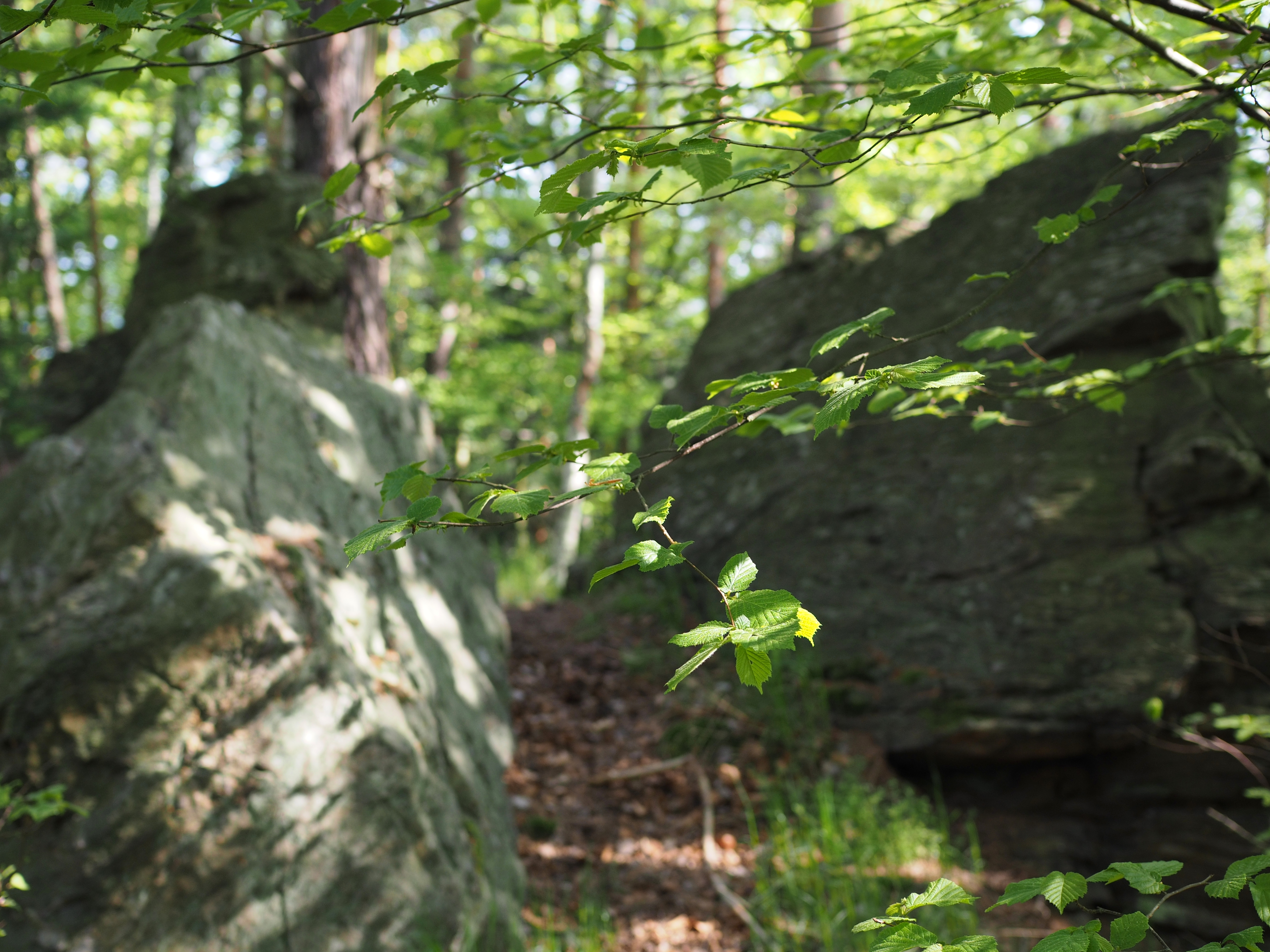
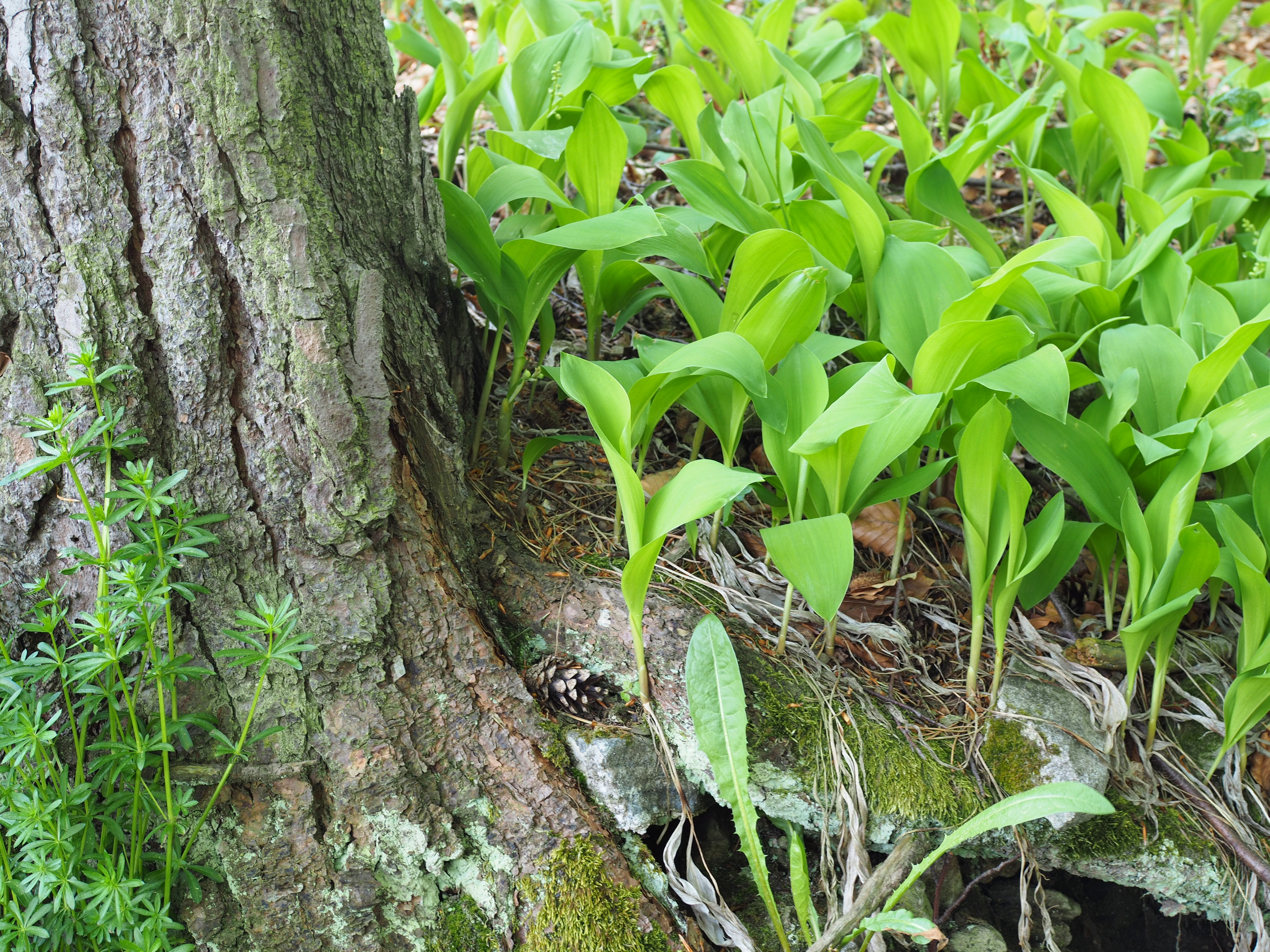
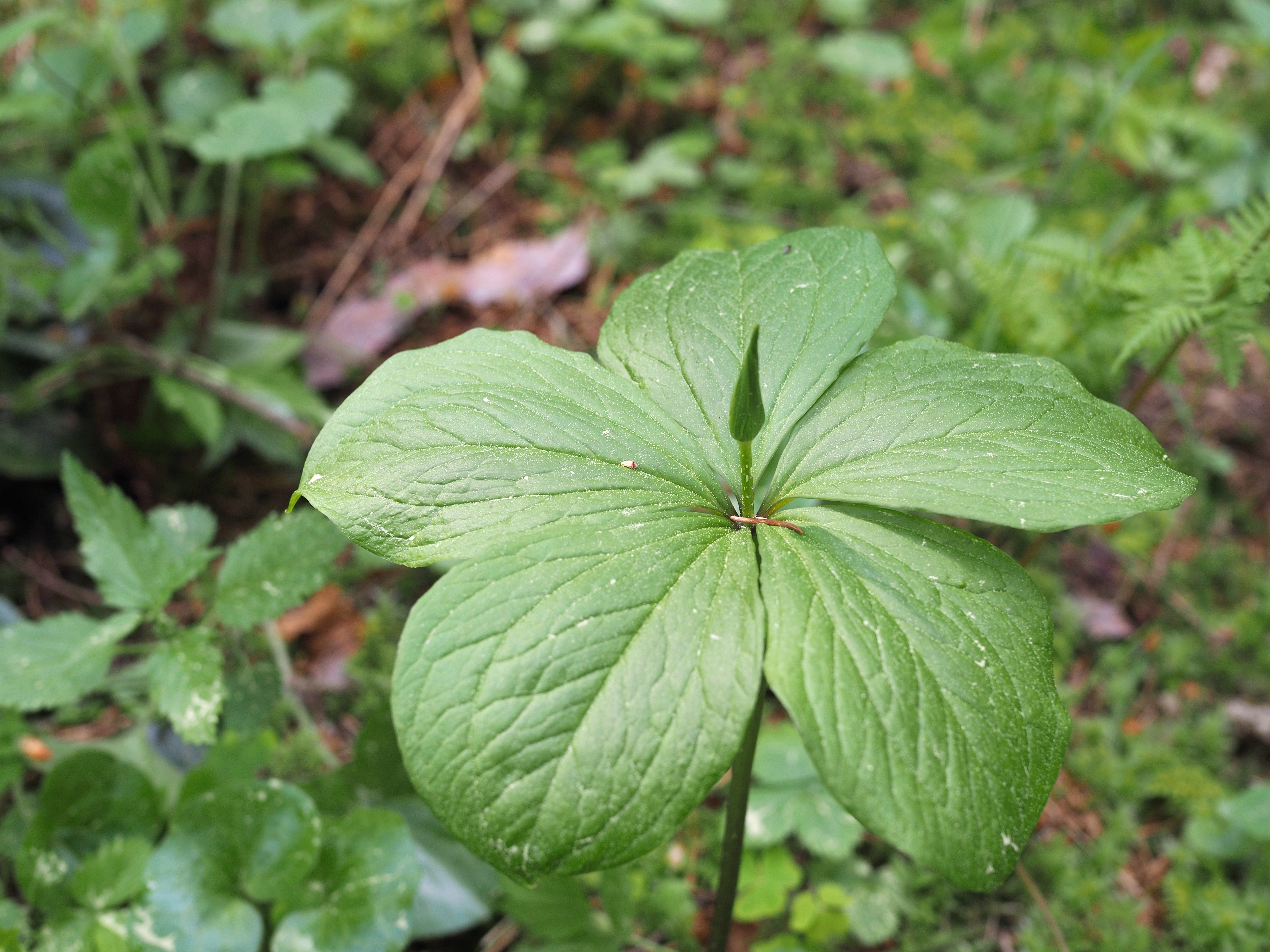